# 罗斯属地
罗斯属地（英語：Ross Dependency）是一块新西兰在南极洲（以及其它在南冰洋的分散领土）声称拥有的地区。这块领地的范围是从南极点出发的一个扇形，沿着160°东经线至150°经线之间向北延伸，终结在60°南纬线。罗斯属地的名字是来自发现罗斯海的詹姆斯·克拉克·罗斯爵士（James Clark Ross）。
罗斯属地包括部分维多利亚地以及大部分罗斯冰架，如同冰雪覆盖的罗斯福岛一样，罗斯岛、巴勒尼群岛和小斯科特岛也共同构成属地的領地。

## 旗帜

新西兰罗斯属地非正式用旗

目前，在罗斯属地正式使用的旗帜只有新西兰国旗，但是有一面浅蓝色的非官方旗帜。